# Riverworld
Riverworld (Świat Rzeki) – fikcyjny świat będący miejscem akcji kilku powieści sci-fi napisanych przez Philipa José Farmera.

## Cykl Riverworld
Świat pojawia się w cyklu składającym się z następujących powieści:
- Gdzie wasze ciała porzucone (To Your Scattered Bodies Go, 1971)
- Najwspanialszy parostatek (The Fabulous Riverboat, 1971)
- Mroczny wzór (The Dark Design, 1977)
- Czarodziejski labirynt (The Magic Labyrinth, 1980)
- Bogowie Świata Rzeki (Gods of Riverworld, '1983)
- River of Eternity (1983)

## Odniesienia w kulturze
Świat ten stał się inspiracją dla:
- komputerowej gry RTS Riverworld wydanej przez Cryo Interactive w 1998 roku[1]
- amerykańskiego filmu Świat rzeki z 2003 roku w reżyserii Kari Skogland, który był pilotem nigdy nie powstałego serialu[2]
- kanadyjsko-amerykańskiego filmu telewizyjnego Świat rzeki z 2010 roku, w reżyserii Stuarta Gillarda[3]

## Postaci historyczne występujące w cyklu
- Richard Francis Burton,
- Alice Liddell,
- Mark Twain (jako Samuel Langhorne Clemens – prawdziwe nazwisko pisarza),
- Savinien Cyrano de Bergerac,
- Hermann Göring,
- Jan bez Ziemi,
- Li Bai.